# Rechtsbibliothek

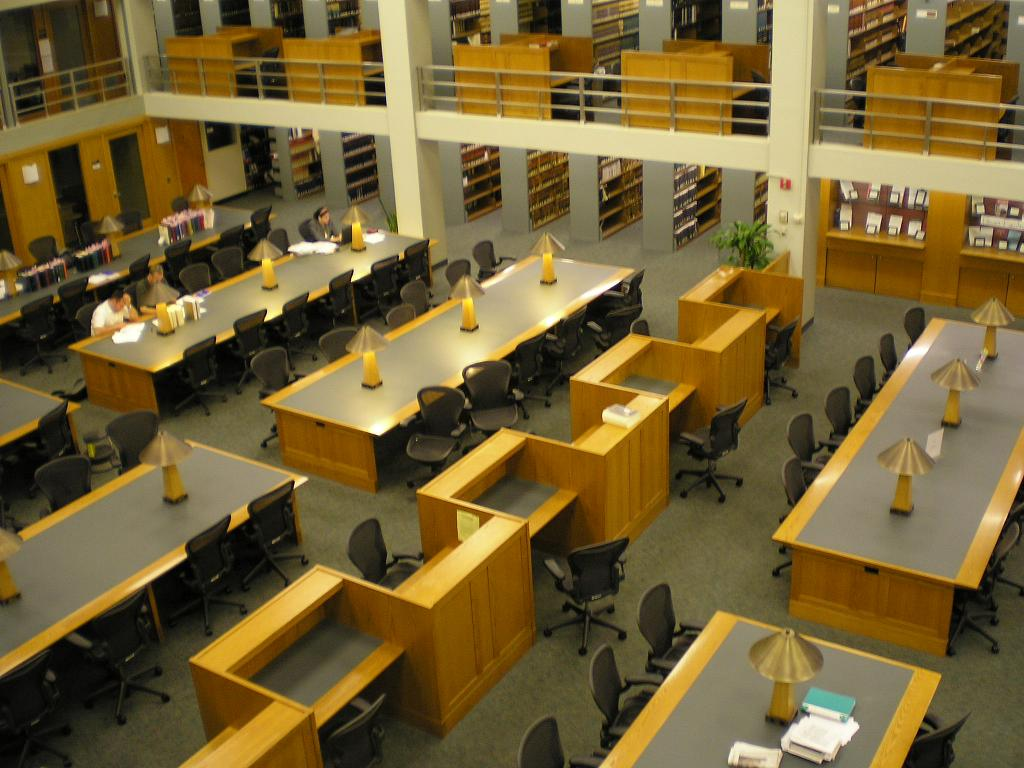
Eine leere Rechtsbibliothek im Sommer: Fordham Law Library, Lincoln Center, New York City

Die Rechtsbibliothek (auch: Juristische Bibliothek) vermittelt Juristen, Rechtsstudenten und sonstigen Interessenten Quellen und Literatur zum jeweils gewünschten Recht. Hierbei handelt es sich um das Recht, das nach Materie, Raum und Zeit benötigt wird, zum Beispiel um das geltende (Zeit) Steuerrecht (Materie) der Schweiz (Raum).

## Aufgabe
Dieser Artikel bietet eine Einführung in die Rechtsbibliotheken in Deutschland, Österreich und der Schweiz (D-A-CH-Region).
Rechtsbibliotheken haben die Aufgabe, juristische Literatur, Quellen, elektronische Medien und andere Informationsmittel zu sammeln, zu erschließen und zugänglich zu machen. Neben juristischen Büchern und Zeitschriften werden insbesondere auch gesammelt Dissertationen und andere Hochschulschriften, Festschriften, Nachschlagewerke, Gesetzes- und Rechtsprechungssammlungen, Parlamentaria und andere juristisch relevante Materialien. Elektronische Medien (Online-Datenbanken, CD-ROMs, E-Books, Digitalisate) gewinnen hierbei immer stärker an Bedeutung und ersetzen die herkömmlichen gedruckten Bücher und Zeitschriften mehr und mehr.
Die Rechtsbibliotheken erfüllen ihre Aufgaben durch Rechtsbibliothekare, Diplom-Bibliothekare, Fachangestellte für Medien- und Informationsdienste sowie sonstige Kräfte und Einrichtungen. Zu den rechtsbibliothekarischen Vereinigungen vgl. im Artikel Rechtsbibliothekar.
Umfangreiche Bestände juristischer Literatur finden sich sowohl in Rechtsbibliotheken als auch in allgemeinen wissenschaftlichen Bibliotheken, wie z. B. in Staats- und Universitätsbibliotheken. Wegen ihrer bedeutenden juristischen Bestände bzw. Abteilungen werden diese Allgemeinbibliotheken hier wie die Rechtsbibliotheken behandelt.
Auch in vielen Fachhochschulbibliotheken gibt es juristische Literatur, insbesondere Spezialliteratur. So z. B. die Hochschule des Bundes für öffentliche Verwaltung in Brühl (Rheinland), die Deutsche Hochschule der Polizei in Münster-Hiltrup oder die Hochschule für Polizei in Villingen-Schwenningen.
Die Rechtsbibliotheken werden im Allgemeinen aus öffentlichen Mitteln finanziert. In letzter Zeit sind aber auch Rechtsbibliotheken der privaten Hand entstanden, z. B. in großen Anwaltssozietäten und Privathochschulen. Die Bucerius Law School in Hamburg gehört zu den bedeutenden Privathochschulen auf dem Gebiet der Rechtswissenschaft.
Außerdem gibt es im deutschsprachigen Bereich auch private Rechtsbibliotheken (wie z. B. Bibliotheken juristischer Professoren), die zum Teil von einiger Bedeutung sind und in früheren Jahrhunderten von noch größerer Bedeutung waren.
Die Ausdrücke „Rechtsbibliothek“ und „Juristische Bibliothek“ sind gleichwertig. „Juristische Bibliothek“ ist ein alter Begriff und entspricht der lateinischen „Bibliotheca juridica“. „Rechtsbibliothek“ ist ein neuerer Ausdruck und seit den letzten Jahrzehnten des 20. Jahrhunderts (insbesondere seit der deutschen Wiedervereinigung) gebräuchlich. Die drei Silben weniger und die wörtliche Übersetzung des im anglo-amerikanischen Bereich üblicherweise gebräuchlichen Synonyms „Law library“ dürften zur Verbreitung beigetragen haben.
Der Ausdruck „Rechtsbibliothek“ ist zunächst zur Bezeichnung juristischer Schriftenreihen verwendet worden. Unter diesem Gesichtspunkt besonders bekannt ist die Reihe Stilkes Rechtsbibliothek. Manchmal werden auch jetzt noch einzelne Sammlungen zu Rechtsfragen als „Rechtsbibliothek“ bezeichnet, z. B. Rechtsbibliothek Bundesrecht online.
Rechtsbibliografien, also Verzeichnisse juristischer Literatur, wurden früher häufig als Bibliotheca juridica bezeichnet. Zeitschriften und sonstige Periodika, die über juristische Neuerscheinungen informierten bzw. diese rezensierten, führten häufig den Namen Juristische Bibliothek im Titel.

## Geschichte
Die Rechtsbibliotheken sind zu verschiedenen Zeiten aus verschiedenen Gründen entstanden und nicht das Ergebnis einer einheitlichen Planung.
Bibliotheken, auch öffentliche Bibliotheken, gab es schon im Altertum (antike Bibliotheken). Zu ihren Beständen gehörten manchmal auch ein paar Buchrollen juristischen Inhalts. Die Rechtsbibliotheken entstanden in Europa erst Ende des 12. und Anfang des 13. Jahrhunderts als Teile größerer Kloster- und Kirchenbibliotheken. In einem Hauptteil der jeweiligen Bibliothek wurde die Theologie behandelt, in weiteren Teilen das Kirchenrecht und andere Rechtsgebiete, entsprechend dem damals noch stärkerem Interesse der hohen Geistlichkeit an weltlichen Dingen.
So verzeichnet der aus der zweiten Hälfte des 18. Jahrhunderts stammende Bibliothekskatalog des 1093 gegründeten Klosters St. Peter im Schwarzwald ca. 1100 juristische Titel (13 Prozent des Gesamtbestandes). Aus der Zeit vor 1500 sind darin allerdings nur noch 45 Titel enthalten, was unter anderem auf mehrere Brände zurückzuführen ist.
Aus dieser Zeit stammt auch die Brandenburger Schöppenstuhl-Bibliothek. Der Schöppenstuhl war 1232 als Obergericht für die Markgrafschaft Brandenburg errichtet worden und bis 1817 aktiv. Die Entscheidungen des Gerichts waren von Bedeutung weit über die Region Brandenburg hinaus. Die gut erhaltene und zuletzt von der Staatsbibliothek zu Berlin betreute Bibliothek mit 2300 Bänden enthält rechts- und kulturhistorisch bedeutsame Dokumente über die Rechtsprechung im Mittelalter. Im Jahre 2015 wurde ein Teil der Schöppenstuhl-Bibliothek von der Staatsbibliothek zu Berlin an die Bibliothek des Domstifts Brandenburg als Dauerleihgabe zurückgegeben.
Das Magdeburger Recht, zunächst ein Stadtrecht, war seit dem 12. Jahrhundert von großer Bedeutung für die Rechtsfindung bis nach Osteuropa. Ein Denkmal für das Magdeburger Recht in Kiew erinnert noch daran. Die umfangreiche Spruchsammlung des Magdeburger Schöffenstuhls wurde 1631 während des Dreißigjährigen Krieges zerstört. Ohne Archiv und Bibliothek war der Magdeburger Oberhof nicht mehr lebensfähig.
Schon im Mittelalter waren juristische Privatbibliotheken im deutschsprachigen Raum vorhanden. Dietrich III. von Bocksdorf (ca. 1410–1466, Rektor der Universität Leipzig, zuletzt Bischof von Naumburg) hat zum Beispiel seine juristische Bibliothek verschiedenen Klöstern geschenkt, durch welche sie schließlich an die Universitätsbibliothek Leipzig gelangte. Von Bedeutung für diese Zeit ist auch die juristische Bibliothek Konrad Peutingers (1467–1547). Schenkungen von Gelehrten an Universitäten bildeten nicht selten den Grundstock für deren juristische Literatur.
Um 1830 werden in einem Adressbuch in Hamburg vier private juristische Bibliotheken verzeichnet. Die bedeutende Privatbibliothek des Otto von Gierke (1841–1921) wurde nach Japan verkauft. Ebenfalls nach Japan kamen nach dem Ersten Weltkrieg als Reparationsobjekte die Privatbibliotheken von Andreas von Thur, Friedrich Thaner und Julius Hatschek. Auch jetzt werden immer noch im Antiquariatsbuchhandel Rechtsbibliotheken verstorbener Gelehrter angeboten.
Ab Ende des 18. Jahrhunderts entstanden Bibliotheken privater juristischer Lesegesellschaften, zum Beispiel in Mannheim (nur von ca. 1801–1803), Hannover (1827–1986), Hamburg (1828 bis heute), Wien (1840–1990), und St. Gallen (Statuten von 1845).

## Kataloge, Datenbanken und Veröffentlichungen
Die Vernetzung mit Datenbanken hat auch die Rechtsbibliotheken voll erfasst. So besteht Internetzugang im PC-Pool und mit WLAN. Zumindest für die Mitarbeiter der jeweiligen Institution werden z. B. Juris, LexisNexis und Beck-Online vorgehalten. Auch in Österreich und in der Schweiz sind Rechtsportale entstanden, in Österreich das Rechtsinformationssystem RIS, in der Schweiz die Datenbank Swisslex und der Metakatalog für juristische Literaturrecherche Jusbib.
Während früher die Bestände der Rechtsbibliotheken in Zettelkatalogen und gedruckten Bibliothekskatalogen recherchierbar waren, werden sie heute fast ausschließlich in online zugänglichen Katalogen (OPACs) verzeichnet, die zumeist auch für die Allgemeinheit einsehbar sind. Die OPACs der größeren Bibliotheken sind wiederum in Bibliotheksverbünden zusammengeschlossen, zum Beispiel im Südwestdeutschen Bibliotheksverbund (SWB), dem Österreichischen Bibliotheksverbund (OBV) oder dem Informationsverbund Deutschschweiz (IDS). Die Verbünde besitzen ihrerseits jeweils einen durchsuchbaren Verbundkatalog aller angeschlossenen Bibliotheken. Eine gemeinsame Recherche in allen diesen Verbünden wiederum mittels einer Metasuchmaschine ist im Karlsruher Virtuellen Katalog (KVK) möglich, was eine umfassende Suche nach (Rechts-)Literatur sehr erleichtert. Dem SWB sind zum Beispiel unter anderem die bedeutenden Rechtsbibliotheken des Bundesgerichtshofs und des Bundesverfassungsgerichts, mehrerer juristischer Max-Planck-Institute und Universitätsbibliotheken angeschlossen.
Zum Teil veröffentlichen Rechtsbibliotheken ihre aktuellen Erwerbungen und manchmal auch neue Aufsätze in Neuerwerbungslisten gedruckt oder online. Die Bibliothek des Bundesgerichtshofs und des Bundesverfassungsgerichts publizieren zum Beispiel gemeinsam ihre Neuerwerbungen und die neu katalogisierten Aufsätze in der seit 1965 monatlich gedruckt erscheinenden Karlsruher Juristischen Bibliographie (KJB). Zusätzlich werden die von der Bibliothek des BGH erworbenen Bücher und katalogisierten Aufsätze in Neuerwerbungslisten (getrennt nach Büchern und Aufsätzen) online auf dessen Homepage eingestellt. Diese Aufsätze sind seit einigen Jahren auch im OPAC des Südwestdeutschen Bibliotheksverbunds enthalten.
Weitere Bibliotheken, die Neuerwerbungenslisten erstellen, sind zum Beispiel die Bibliothek des Max-Planck-Instituts für ausländisches öffentliches Recht und Völkerrecht, die Bibliothek des Bundesarbeitsgerichts, das Juristische Seminar der Universität Tübingen. Ebenso sind beispielsweise die Neuerwerbungen des Instituts für Kriminologie Tübingen sowie des Sondersammelgebiets Kriminologie der Universitätsbibliothek Tübingen online einsehbar und werden außerdem kumulativ in KrimDok als durchsuchbare Datenbank angeboten.
Eine Auswertung  und Katalogisierung von Aufsätzen aus juristischen Zeitschriften und Festschriften (Dokumentation) findet jedoch in Rechtsbibliotheken nur noch selten statt. Solange es noch Bibliographien hierfür gibt, kann dies hingenommen werden, aber nicht mehr, wenn auch deren Erscheinen fraglich wird.

## Benutzung
Die Rechtsbibliotheken sind teils Ausleihbibliotheken und teils Präsenzbibliotheken. Die Rechte und Pflichten der Bibliotheksbenutzer werden in der Regel in einer Benutzungsordnung und einer Gebührenordnung festgelegt.

## Typen von Rechtsbibliotheken
Rechtsbibliotheken und andere Bibliotheken mit umfangreichen juristischen Beständen lassen sich wie folgt unterscheiden (Bibliotheksarten):

### Bibliotheken von Instituten und Fachbereichen/Fakultäten der Universitäten
Die juristische Ausbildung in den deutschsprachigen Ländern erfolgt bei den Universitäten und Hochschulen. Nach der deutschen Wiedervereinigung sind die juristischen Ausbildungsstätten in West- und Ostdeutschland aneinander angeglichen worden. Die juristische Forschung erfolgt bei den älteren Universitäten an den Instituten für Völkerrecht, Rechtsvergleichung, Steuerrecht, Rechtsgeschichte etc. Diese Institute verfügen meist über eine eigene Bibliothek. An vielen Universitäten bestehen aber gemeinsame Bibliotheken für alle oder spezielle Rechtsgebiete. Die Fachbereichs- und Fakultätsbibliotheken dienen hauptsächlich den Studenten. Die Institutsbibliotheken stehen vor allem den Professoren, Dozenten, Assistenten und Doktoranden zur Verfügung. An den neugegründeten Universitäten, z. B. Regensburg und Bielefeld, stehen dem Lehrpersonal für die Forschung die bedeutenden Sammlungen der in die Universitätsbibliothek eingegliederten juristischen Bestände zur Verfügung, die auch von den Studenten genutzt werden.
Juristische Fachbereichs-, Fakultäts-, Teil- und Zweigbibliotheken in Deutschland:
- Teilbibliothek Recht der Universitätsbibliothek Augsburg
- Teilbibliothek Rechts- und Wirtschaftswissenschaften der Universitätsbibliothek Bayreuth
- Bibliothek des Fachbereichs Rechtswissenschaft der Freien Universität Berlin[49][50]
- Zweigbibliothek Rechtswissenschaft der Universitätsbibliothek der Humboldt-Universität zu Berlin
- Fachbibliothek 11: Rechtswissenschaft der Universitätsbibliothek Bielefeld[51]
- Zentrales rechtswissenschaftliches Seminar der Universität Bochum
- Juristisches Seminar der Universität Bonn
- Juridicum der Staats- und Universitätsbibliothek Bremen
- Zweigbibliothek Rechtswissenschaft der Sächsischen Landesbibliothek – Staats- und Universitätsbibliothek Dresden[52]
- Fachbibliothek Rechtswissenschaft der Universitäts- und Landesbibliothek Düsseldorf[53]
- Teilbibliothek 2: Rechtswissenschaft der Universitätsbibliothek Erlangen-Nürnberg
- Bibliothek Recht und Wirtschaft der Universität Frankfurt am Main
- Bibliothek für Rechtswissenschaft der Universität Freiburg im Breisgau[54][55]
- Zweigbibliothek Recht und Wirtschaft der Universitätsbibliothek Gießen[56]
- Zentralbibliotheken der Juristischen Fakultät der Universität Göttingen[57]
- Bibliothek der Rechts- und Staatswissenschaftlichen Fakultät der Universität Greifswald
- Zweigbibliothek Rechtswissenschaft der Universitäts- und Landesbibliothek Sachsen-Anhalt in Halle (Saale)
- Zentralbibliothek Recht der Universität Hamburg[58][59]
- Fachbereichsbibliothek Rechtswissenschaften der Niedersächsischen Landesbibliothek in Hannover
- Bibliothek der Juristischen Fakultät der Universität Heidelberg[60]
- Teilbibliothek Rechts-, Wirtschafts- und Sozialwissenschaften der Thüringer Universitäts- und Landesbibliothek Jena
- Bereichsbibliothek 3: Wirtschaft, Recht, Sport der Universitätsbibliothek Kassel – Landesbibliothek und Murhardsche Bibliothek der Stadt Kassel[61]
- Fachbibliothek am Juristischen Seminar der Universitätsbibliothek Kiel[62]
- Gemeinsame Fachbibliothek Rechtswissenschaft der Universitäts- und Stadtbibliothek Köln / Rechtswissenschaftliches Seminar
- Bibliothek Rechtswissenschaft der Universitätsbibliothek Leipzig[63]
- Bereichsbibliothek Rechts- und Wirtschaftswissenschaften der Universitätsbibliothek Mainz[64]
- Bibliotheksbereich Schloss Ehrenhof – Fachbibliothek für Geographie, Geschichte, Rechtswissenschaft und Volkswirtschaftslehre der Universitätsbibliothek Mannheim[65]
- Bereichsbibliothek Rechtswissenschaften der Universitätsbibliothek Marburg[66]
- Rechtswissenschaftliches Seminar der Universität Münster
- Bereichsbibliothek Rechts- und Wirtschaftswissenschaften der Universitätsbibliothek Osnabrück
- Lesesaal Juridicum und Lesesaal Nikolakloster der Universität Passau[67]
- Bereichsbibliothek für Rechts-, Wirtschafts- und Sozialwissenschaften der Universitätsbibliothek Potsdam
- Teilbibliothek Recht der Universitätsbibliothek Regensburg
- Bereichsbibliothek Lichtenhagen der Universitätsbibliothek Rostock[68]
- Deutsch-Europäisches Juridicum – Bibliothek des Fachbereichs Rechtswissenschaft der Universität des Saarlandes in Saarbrücken[69]
- Fach Rechtswissenschaft der Universitätsbibliothek Trier[70]
- Juristisches Seminar der Universität Tübingen
- EBS Law School Library der Universität für Wirtschaft und Recht Wiesbaden
- Teilbibliothek Recht der Universitätsbibliothek Würzburg

Bei den Universitäten in Österreich gibt es folgende juristische Fakultätsbibliotheken:
- ReSoWi-Bibliothek der Universitätsbibliothek Graz[72]
- Bibliothekarische Zentralverwaltung der rechtswissenschaftlichen Fakultät der Universität Innsbruck[73]
- Bibliothek Juridicum der Universitätsbibliothek Linz[74]
- Fakultätsbibliothek Rechtswissenschaften der Universität Salzburg[75]
- Fachbereichsbibliothek Rechtswissenschaften der Universitätsbibliothek Wien[76]

Für die Schweiz sind folgende juristische Fakultätsbibliotheken zu nennen:
- Bibliothek der Juristischen Fakultät der Universität Basel[78]
- Juristische Bibliothek der Universität Bern[79][80]
- Bibliothèque de la Faculté de droit, Fribourg / Bibliothek der Rechtswissenschaftlichen Fakultät, Freiburg[81][82]
- Bibliothèque de droit et sciences économiques, Lausanne / Rechts- und Wirtschaftsbibliothek, Lausanne[83]
- Bibliothek des Rechtswissenschaftlichen Instituts der Universität Zürich

### Forschungsbibliotheken

#### Bibliotheken der juristischen Max-Planck-Institute
In den Bibliotheken der juristischen Max-Planck-Institute wird Literatur zum internationalen, ausländischen und vergleichenden Recht gesammelt, für rechtsvergleichende Zwecke aber auch Literatur zum deutschen Recht des jeweiligen Fachgebietes.
Die Bibliothek des Max-Planck-Instituts für ausländisches öffentliches Recht und Völkerrecht wurde 1924 als Bibliothek eines Kaiser-Wilhelm-Instituts im Berliner Stadtschloss gegründet und nach dem Krieg ab 1949 in Heidelberg wiederaufgebaut. Sie ist die größte der juristischen Max-Planck-Bibliotheken. Insbesondere werden Veröffentlichungen der Vereinten Nationen und ihrer Sonderorganisationen erworben.
Die Bibliothek des Max-Planck-Instituts für ausländisches und internationales Privatrecht wurde 1926 als Bibliothek eines Kaiser-Wilhelm-Instituts im Berliner Stadtschloss gegründet, 1944 nach Tübingen und 1956 nach Hamburg verlegt. Sie ist eine der bedeutendsten Bibliotheken auf ihrem Fachgebiet; zudem hat
sie keine Kriegsverluste erlitten.
Weitere juristische Max-Planck-Bibliotheken:
- Bibliothek des Max-Planck-Instituts zur Erforschung von Gemeinschaftsgütern in Bonn
- Bibliothek des Max-Planck-Institut für Rechtsgeschichte und Rechtstheorie in Frankfurt am Main
- Bibliothek des Max-Planck-Institut zur Erforschung von Kriminalität, Sicherheit und Recht in Freiburg im Breisgau
- Bibliothek des Max-Planck-Instituts für Innovation und Wettbewerb in München
- Bibliothek des Max-Planck-Instituts für Steuerrecht und Öffentliche Finanzen in München
- Bibliothek des Max-Planck-Instituts für Sozialrecht und Sozialpolitik in München
- Bibliothek des Max Planck Institute Luxembourg for International, European and Regulatory Procedural Law in Luxemburg (bis zum 1. Januar 2024)[88]

#### Bibliothek des Schweizerischen Instituts für Rechtsvergleichung
Die Bibliothek des Schweizerischen Instituts für Rechtsvergleichung (Institut suisse de droit comparé) in Lausanne beschränkt sich – im Gegensatz zu den Bibliotheken der juristischen Max-Planck-Institute – nicht auf ein Rechtsgebiet. Der Schwerpunkt liegt aber beim Privatrecht, was praktische Gründe hat: Die öffentlichrechtlichen Bestände des MPI in Heidelberg, die strafrechtlichen des MPI in Freiburg und die völkerrechtlichen der UN-Bibliothek in Genf sind für Schweizer Juristen leichter zu erreichen als die privatrechtlichen beim MPI in Hamburg.

### Gerichtsbibliotheken
Bei den obersten Bundesgerichten Deutschlands und dem Bundesverfassungsgericht gibt es mit hervorragenden Beständen versehene Gerichtsbibliotheken. Auch die Gerichte der 2. Instanz, z. B. Oberlandesgerichte und das Kammergericht in Berlin, besitzen beachtenswerte Bibliotheken.
Die Bibliothek des Bundesgerichtshofs wurde 1950 in Karlsruhe gegründet. Nach der Wende konnten die Bibliothek des Obersten Gerichts der DDR und wesentliche Teile der Reichsgerichtsbibliothek übernommen werden.
Weitere Bibliotheken der obersten Gerichtshöfe des Bundes bestehen beim Bundesverwaltungsgericht in Leipzig, beim Bundesarbeitsgericht in Erfurt, beim Bundessozialgericht in Kassel und beim Bundesfinanzhof in München.
Im Hinblick auf Österreich sind die Bibliothek des Obersten Gerichtshofs (Zentralbibliothek im Justizpalast) und die Bibliothek des Verfassungsgerichtshofs Österreich in Wien zu erwähnen; im Hinblick auf die Schweiz die Zentralbibliothek des Schweizerischen Bundesgerichts in Lausanne, mit einer Zweigbibliothek für Versicherungsrecht in Luzern. In der Schweiz ist eine Verfassungsgerichtsbarkeit nicht vorgesehen.

### Parlamentsbibliotheken
Die Bibliotheken der Parlamente des Bundes und der Länder (Parlamentsbibliotheken) verfügen nicht nur über juristische Bestände, sondern besitzen auch Bücher und Zeitschriften zu Politik- und Wirtschaftswissenschaften. Außerdem sammeln sie Parlaments- und Amtsdruckschriften in erheblichem Umfang, z. B. von Städten und Gemeinden.
Die Bibliothek des Deutschen Bundestages in Berlin wurde 1949 in Bonn gegründet und übernahm die Bibliothek des Parlamentarischen Rates; sie ist außerdem Depotbibliothek für die Veröffentlichungen von internationalen Organisationen.
Auch die Bibliothek und Dokumentation des Abgeordnetenhauses von Berlin sind erwähnenswert. Besondere Sammelgebiete sind Parlamentsdruckschriften des Bundestages und Bundesrates, des Abgeordnetenhauses von Berlin und der europäischen gesetzgebenden Körperschaften. Weitere Parlamentsbibliotheken befinden sich in den Hauptstädten der deutschen Bundesländer.
Für Österreich ist die Parlamentsbibliothek in Wien bedeutsam, für die Schweiz die Eidgenössische Parlaments- und Zentralbibliothek im Bundeshaus in Bern.

### Behörden- und Ministerialbibliotheken
Behördenbibliotheken finden sich in sehr verschiedenen Bereichen. Zu den bedeutendsten gehören die Ministerialbibliotheken des Bundes und der Länder, die auch umfassende historische Bestände enthalten.
Die Bibliothek des Bundesministeriums der Justiz und für Verbraucherschutz besitzt ca. 330.000 Medieneinheiten (Stand 2015). Die Bibliothek hat die Bibliothek des früheren Ministeriums der Justiz der DDR und damit Teile der Bibliothek des Reichsjustizministeriums übernommen.
Bedeutende juristische Bestände sind auch in den Bibliotheken des Auswärtigen Amtes, des Bundesministeriums des Innern, des Bundesministeriums der Finanzen und anderer Bundesministerien zu finden.
Die Bibliothek des Deutschen Patent- und Markenamts in München besitzt ca. 986.000 Bände und ca. 30.000 E-Books (Stand 2015). Ein Sonderbestand umfasst Patentdokumente, Normen und die elektronische DIN-Auslegestelle. Besondere Sammelgebiete sind Technik, Naturwissenschaften und gewerblicher Rechtsschutz. Angeschlossen ist die Bibliothek des Bundespatentgerichts.
Für Österreich ist die Administrative Bibliothek im Bundeskanzleramt in Wien bedeutsam (auch als Folge des österreichischen Pflichtexemplarrechts), für die Schweiz die (der Bundeskanzlei unterstellte) Eidgenössische Parlaments- und Zentralbibliothek in Bern.

### Anwalts- und Notariatsbibliotheken
Mit dem Entstehen von großen Rechtsanwaltssozietäten ergab sich auch die Notwendigkeit, Bibliotheken für die Anwälte einer Sozietät zu errichten. Dabei kann durchaus bibliothekarisches Fachpersonal vorhanden sein. Diese Bibliotheken werden ausschließlich aus privaten finanziellen Mitteln unterhalten. Entsprechendes gilt für die Notariatsbibliotheken, z. B. die Bibliothek des Deutschen Notarinstituts in Würzburg.

### Allgemeine wissenschaftliche Bibliotheken
Auch die allgemeinen wissenschaftlichen Bibliotheken (Universalbibliotheken) spielen eine wichtige Rolle bei der Versorgung mit juristischer Literatur.

#### Universitätsbibliotheken
An den älteren Universitäten besteht ein Bibliothekssystem in zwei oder drei Ebenen. Dort wird juristische Literatur in der Universitätsbibliothek (UB) gesammelt, und häufig die gleichen Bücher in den Instituts- und Fachbereichs/Fakultätsbibliotheken zur dortigen Benutzung. Die verschiedenen Bibliotheken im Bereich der Universität sind aber meist in finanziellen Schwierigkeiten und daher gezwungen, Kompromisslösungen zu finden. Die neueren Universitäten vermeiden eine Zersplitterung ihrer Rechtsliteratur, indem sie ihren gesamten juristischen Bestand der juristischen Fachbereichsbibliothek übertragen, die eine Abteilung der Universitätsbibliothek bildet. Diese Lösung setzt Zusammenarbeit und Kompromisse sowohl auf Seiten der Professoren als auch der Bibliothekare voraus. Die Auswahl der Bücher und der elektronischen Publikationen geschieht in der Regel durch die Angehörigen der Fachbereiche und durch Fachreferenten der Universitätsbibliothek.
Universitätsbibliotheken in Deutschland:
- Universitätsbibliothek Augsburg
- Universitätsbibliothek Bayreuth
- Universitätsbibliothek der Freien Universität Berlin
- Universitätsbibliothek der Humboldt-Universität zu Berlin
- Universitätsbibliothek Bielefeld
- Universitätsbibliothek Bochum
- Universitäts- und Landesbibliothek Bonn
- Staats- und Universitätsbibliothek Bremen
- Sächsische Landesbibliothek – Staats- und Universitätsbibliothek Dresden
- Universitäts- und Landesbibliothek Düsseldorf
- Universitätsbibliothek Erlangen-Nürnberg
- Universitätsbibliothek Johann Christian Senckenberg in Frankfurt am Main[110]
- Universitätsbibliothek der Europa-Universität Viadrina in Frankfurt (Oder)[111]
- Universitätsbibliothek Freiburg im Breisgau
- Universitätsbibliothek der Justus-Liebig-Universität Gießen[112]
- Niedersächsische Staats- und Universitätsbibliothek Göttingen
- Universitätsbibliothek Greifswald
- Universitätsbibliothek der Fernuniversität – Gesamthochschule in Hagen[113]
- Universitäts- und Landesbibliothek Sachsen-Anhalt in Halle (Saale)
- Staats- und Universitätsbibliothek Hamburg Carl von Ossietzky
- Hengeler Mueller-Bibliothek der Bucerius Law School in Hamburg[114]
- Gottfried Wilhelm Leibniz Bibliothek – Niedersächsische Landesbibliothek in Hannover
- Universitätsbibliothek Heidelberg
- Thüringer Universitäts- und Landesbibliothek Jena
- Universitätsbibliothek Kassel – Landesbibliothek und Murhardsche Bibliothek der Stadt Kassel
- Universitätsbibliothek Kiel
- Universitäts- und Stadtbibliothek Köln
- Bibliothek der Universität Konstanz[115]
- Universitätsbibliothek Leipzig
- Universitätsbibliothek Mainz
- Universitätsbibliothek Mannheim
- Universitätsbibliothek Marburg
- Universitätsbibliothek der Ludwig-Maximilians-Universität München
- Universitäts- und Landesbibliothek Münster
- Bibliotheks- und Informationssystem der Carl von Ossietzky Universität Oldenburg
- Universitätsbibliothek Osnabrück[116]
- Universitätsbibliothek Passau[117]
- Universitätsbibliothek Potsdam
- Universitätsbibliothek Regensburg
- Universitätsbibliothek Rostock
- Saarländische Universitäts- und Landesbibliothek in Saarbrücken
- Bibliothek der Deutschen Universität für Verwaltungswissenschaften – Universitätsbibliothek Speyer[118]
- Universitätsbibliothek Trier[119]
- Universitätsbibliothek Tübingen
- EBS Bibliothek der Universität für Wirtschaft und Recht Wiesbaden[120]
- Universitätsbibliothek Würzburg

Universitätsbibliotheken in Österreich:
- Universitätsbibliothek Graz
- Universitäts- und Landesbibliothek Tirol in Innsbruck
- Universitätsbibliothek der Johannes Kepler Universität in Linz
- Universitätsbibliothek Salzburg
- Universitätsbibliothek Wien

Universitätsbibliotheken in der Schweiz:
- Universitätsbibliothek Basel
- Universitätsbibliothek Bern
- Bibliothèque cantonale et universitaire de Fribourg (BCU) / Kantons- und Universitätsbibliothek Freiburg (KUB)
- Bibliothèque de Genève / Bibliothek von Genf[121]
- Bibliothèque cantonale et universitaire de Lausanne / Kantons- und Universitätsbibliothek Lausanne
- Zentral- und Hochschulbibliothek Luzern[122]
- Bibliothèque publique et universitaire de Neuchâtel / Öffentliche Bibliothek der Universität Neuenburg
- Universitätsbibliothek St. Gallen[123]
- Zentralbibliothek Zürich. Kantons-, Stadt- und Universitätsbibliothek

#### Staats- und Landesbibliotheken
In Deutschland besteht keine zentrale Nationalbibliothek mit umfassenden Sammlungen deutscher und ausländischer Veröffentlichungen. Die Aufgabe einer Nationalbibliothek sind verteilt auf Die Deutsche Nationalbibliothek in Leipzig und Frankfurt am Main, die Staatsbibliothek zu Berlin – Preußischer Kulturbesitz und die Bayerische Staatsbibliothek in München.
Die Deutsche Nationalbibliothek (DNB) mit Standorten in Leipzig und Frankfurt am Main sammelt deutschsprachige Veröffentlichungen zum deutschen und ausländischen Recht, ferner Publikationen in anderen Sprachen zum deutschen Recht. Beim deutschen Recht ist aufgrund des Pflichtexemplarrechts der Bibliothek eine vollständige Sammlung vorhanden. Die Deutsche Nationalbibliothek ist auch Deutschlands nationales bibliographisches Zentrum. Hier erscheint in verschiedenen Reihen die online zugängliche Deutsche Nationalbibliografie, über die im OPAC der DNB auch deutsche juristische Titel recherchierbar sind.
Die Staatsbibliothek zu Berlin – Preußischer Kulturbesitz bildet seit der deutschen Wiedervereinigung im Jahre 1990 eine Bibliothek in zwei Häusern, d. h. Unter den Linden (Haus 1) und Potsdamer Straße (Haus 2). Sie geht auf die Kurfürstliche Bibliothek in Berlin zurück, die 1661 gegründet, ab 1701 Königliche Bibliothek und ab Ende 1918 Preußische Staatsbibliothek genannt wurde. Seit 1975 betreut die Staatsbibliothek das Sondersammelgebiet Recht, d. h. sie beschafft und leiht aus vor allem außerhalb der Bundesrepublik Deutschland erschienene juristische Bücher und Zeitschriften. Dies geschieht mit der Deutschen Forschungsgemeinschaft (DFG) aufgrund eines Sondersammelgebietsplans, wonach mindestens ein Exemplar eines jeden wichtigen ausländischen Werkes im Bibliothekssystem der Bundesrepublik Deutschland vorhanden sein soll. In den Jahren 2013–2015 wurden die Sondersammelgebiete in das neue Förderprogramm „Fachinformationsdienste für die Wissenschaft“ der DFG überführt. In diesem Rahmen betreibt die Staatsbibliothek zu Berlin nun den Fachinformationsdienst für internationale und interdisziplinäre Rechtsforschung mit der Virtuellen Fachbibliothek Recht (Vifa Recht). Hier besteht auch eine Plattform zur Open-Access-Veröffentlichung zu Themen der internationalen und interdisziplinären Rechtsforschung.
Aufgrund von Ausnahmeregelungen wird die Rechtsliteratur einiger Bereiche nicht bei der Staatsbibliothek zu Berlin, sondern von anderen Bibliotheken gesammelt:
Spanien, Portugal und Lateinamerika in der Bibliothek des Ibero-Amerikanischen Instituts Preußischer Kulturbesitz, das in einem Nebengebäude der Staatsbibliothek (Haus 2) untergebracht ist.
Kriminologie und Kriminalistik in der Bibliothek des Instituts für Kriminologie der Universität Tübingen.
Die Bayerische Staatsbibliothek in München verfügt als die bedeutendste der Landesbibliotheken über einen umfangreichen Bestand zum deutschen Recht. Dies hängt damit zusammen, dass in München wichtige juristische Verlage (z. B. C. H. Beck) ihren Sitz haben und dass die Bayerische Staatsbibliothek aufgrund eines regionalen Pflichtexemplarrechts deren Verlagsproduktion erhält. Aufgrund ihrer Geschichte als Bibliothek am Herrschaftssitz der Bayerischen Herzöge, Kurfürsten und Könige ist in der Bayerischen Staatsbibliothek auch ein bedeutender Bestand zur Rechtsgeschichte Bayerns vorhanden.
Als weitere Staatsbibliotheken mit bedeutenden Beständen sind zu erwähnen die Österreichische Nationalbibliothek in Wien und die Schweizerische Nationalbibliothek in Bern. Aufgrund des Pflichtexemplarrechts ist in der Österreichischen Nationalbibliothek eine vollständige Sammlung zum österreichischen Recht vorhanden. Da die Bibliothek bereits im 14. Jahrhundert gegründet wurde, sind dort auch wichtige Bestände zur Rechtsgeschichte Österreichs und des ehemaligen Heiligen Römischen Reichs Deutscher Nation zu finden.
Die Schweizerische Nationalbibliothek wurde 1895 gegründet und zunächst Schweizerische Landesbibliothek genannt. Aufgrund einer freiwilligen Vereinbarung mit den Verlegern ist in der Schweizerischen Nationalbibliothek seit ihrer Gründung eine vollständige Sammlung zum Recht der Schweiz vorhanden.
Weitere Landesbibliotheken mit bedeutenden rechtshistorischen Beständen sind unter anderem die Zentral- und Landesbibliothek Berlin, die Gottfried Wilhelm Leibniz Bibliothek – Niedersächsische Landesbibliothek in Hannover, die Württembergische Landesbibliothek in Stuttgart, die Hochschul- und Landesbibliothek RheinMain in Wiesbaden und Rüsselsheim sowie die Zentralbibliothek Zürich.

#### Stadtbibliotheken und öffentliche Bibliotheken
Stadtbibliotheken und öffentliche Bibliotheken besitzen ebenfalls juristische Literatur, Stadtbibliotheken (ebenso wie Landesbibliotheken) oft besonders zur Rechtsgeschichte des Ortes und der Gegend, öffentliche Bibliotheken besonders für Laien und manchmal auch für Studenten. – Die Grenzen zwischen den verschiedenen Bibliotheksarten sind fließend. Viele Stadtbibliotheken sind gleichzeitig wissenschaftliche und öffentliche Bibliotheken.

## Die Bibliotheken mit den größten juristischen Beständen in Deutschland, Österreich und der Schweiz
Die Bibliotheken mit den größten juristischen Beständen in Deutschland, Österreich und der Schweiz:
- Deutsche Nationalbibliothek in Leipzig und Frankfurt am Main. Ca. 2.500.000 (ca. 30.000.000)
- Bayerische Staatsbibliothek in München. Ca. 830.000 (ca. 15.000.000)
- Bibliothek des Fachbereichs Rechtswissenschaft der Freien Universität Berlin. Ca. 800.000
- Bibliothek des Deutschen Bundestages in Berlin. Ca. 750.000 (ca. 1.500.000)
- Bibliothek des Max-Planck-Instituts für ausländisches öffentliches Recht und Völkerrecht in Heidelberg. Ca. 640.000
- Staatsbibliothek zu Berlin – Preußischer Kulturbesitz. Ca. 610.000 (ca. 11.400.000)
- Österreichische Nationalbibliothek in Wien. Ca. 600.000 (ca. 12.000.000)
- Zentralbibliothek Zürich. Ca. 550.000 (ca. 6.800.000)
- Bibliothek des Max-Planck-Instituts für ausländisches und internationales Privatrecht in Hamburg. Ca. 530.000
- Schweizerische Nationalbibliothek in Bern. Ca. 500.000 (ca. 5.800.000)
- Zentralbibliothek Recht der Universität Hamburg. Ca. 500.000
- Bibliothek des Max-Planck-Instituts für ausländisches und internationales Strafrecht in Freiburg. Ca. 480.000